# 查爾拉吉布爾烏帕齊拉
查爾拉吉布爾乌帕齐拉是孟加拉国古里格拉姆縣的一个乌帕齐拉，位於朗布爾专区的古里格拉姆縣。。

## 人口
據1991年孟加拉國人口普查，查爾拉吉布爾共有戶數11,124戶，人口58049人。其中男性佔比49.54%，女性佔比50.46%；成年人口27,533人。該地7歲以上人口之平均識字率為16.4%，低於全國平均值（32.4%）。